# Mie-Nudeln

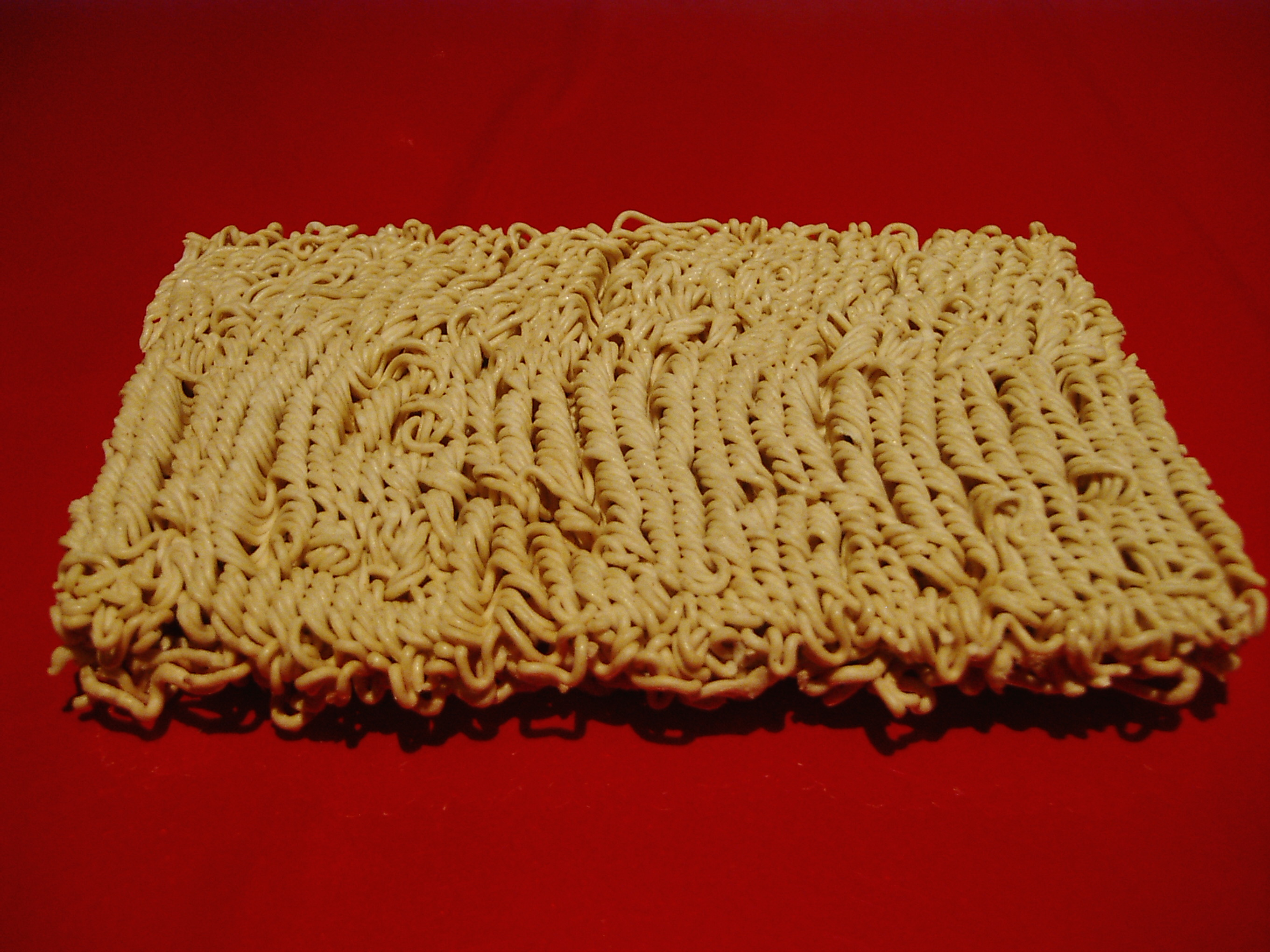
Mie-Nudeln

Mie-Nudeln (chinesisch 麵 / 面, Pinyin miàn, Jyutping min4, Pe̍h-ōe-jī mī, Bahasa Indonesia mie) sind ostasiatische Weizennudeln, die auch in Europa in großer Vielfalt erhältlich sind.
Mie-Nudeln gibt es in vielen Formen, mit rundem Querschnitt oder als Bandnudeln, und mit verschiedenen Stärken, von etwas dünner bis etwas dicker als Spaghetti.  Weil sie meist deutlich länger als Spaghetti sind, werden sie in der Regel in Knäueln verkauft, die sich erst im heißen Wasser entwirren.
Außer Weizenmehl, Wasser und Salz enthalten sie teilweise auch Eier. Sorten mit hohem Eiergehalt werden im deutschen Sprachraum auch als chinesische Eiernudeln bezeichnet.
Die Nudeln werden meist industriell hergestellt und in getrockneter Form verkauft. Wie ihr japanisches Äquivalent, die Ramen-Nudeln, sind sie auch vorgekocht als Instantnudeln erhältlich.
Mie-Nudeln werden meist als Suppeneinlage für Nudelsuppen oder für gebratene Nudelgerichte (wie z. B. Bami Goreng) verwendet. Für gebratene Nudeln sind sie ebenso gut wie Bami bzw. chinesische Eiernudeln geeignet.